# عبد اللطيف بكة
عبد اللطيف بكة (من مواليد 7 مايو 1994) هو لاعب رياضي جزائري بارالمبي، عداء مسافات متوسطة يعاني من ضعف البصر.

## حياة مهنية
شارك عبد اللطيف بكة في تصنيف T13، ومثل بلاده الجزائر في دورة الألعاب البارالمبية الصيفية 2012 التي اقيمت في لندن، حيث فاز بالميدالية الذهبية في سباق 800 متر، وفي دورة الألعاب البارالمبية الصيفية 2016 في ريو دي جانيرو، حيث فاز بسباق 1500 متر. فاز بسباق 1500 متر في ريو بزمن قياسي بلغ 3:48:29، وهو وقت أسرع من وقت الفائز بسباق 1500 متر في أولمبياد صيف 2016، ماثيو سنترويتز جونيور. وقد خسر في نهاية الوقت في السباق النهائي لسباق 1500 متر للرجال ضمن أولمبيات ريو، ليس فقط من قبل جميع الفائزين الثلاثة بالميداليات في سباق 1500 متر للرجال في أولمبيات ريو، ولكن ايضاً من قبل  شقيقه فؤاد بكة،  والذي جاء في المركز الرابع في ذلك السباق النهائي. وهو ايضاً فائز متعدد في بطولة العالم وحصل على أربع ميداليات في بطولتين.